# ترنت فرنکس
ترنت فرنکس (به انگلیسی: Trent Franks) نمایندهٔ حوزه انتخابیه هشتم آریزونا از حزب جمهوری‌خواه ایالات متحده آمریکا در مجلس نمایندگان ایالات متحده آمریکا است که برای نخستین‌بار در ۱۲ ژانویه ۲۰۰۳ میلادی به‌عضویت این مجلس درآمد.